# Демченко Ніна Михайлівна
Ніна Михайлівна Демченко (Сало) (народилася 5 вересня 1977 в селі Велика Снітинка Фастівського району Київської області) – українська журналістка, прозаїк, член НСПУ (з 2004).

## Життєпис
Закінчила Інститут журналістики Київського національного університету імені Тараса Шевченка.
Працювала бібліотекаркою Наукової бібліотеки імені М. Максимовича Київського університету (1994–2003).
З 2003 працює коментатором дирекції програмування, суспільно-економічних та освітньо-художніх програм Національної радіокомпанії України.

## Творчість
Авторка книжок:
- “Затамувавши дух” (2000, новели, Київ)
- “Скажи мені так” (2002, мініатюри, Київ)

Авторка численних публікацій у альманахах, антологіях, періодичних виданнях (від 1998).